# تونس (الفيوم)
```
تونس
 هي إحدى القرى التابعة لمركز 
يوسف الصديق
 
بمحافظة الفيوم
 في 
جمهورية مصر العربية
.
```

## التاريخ

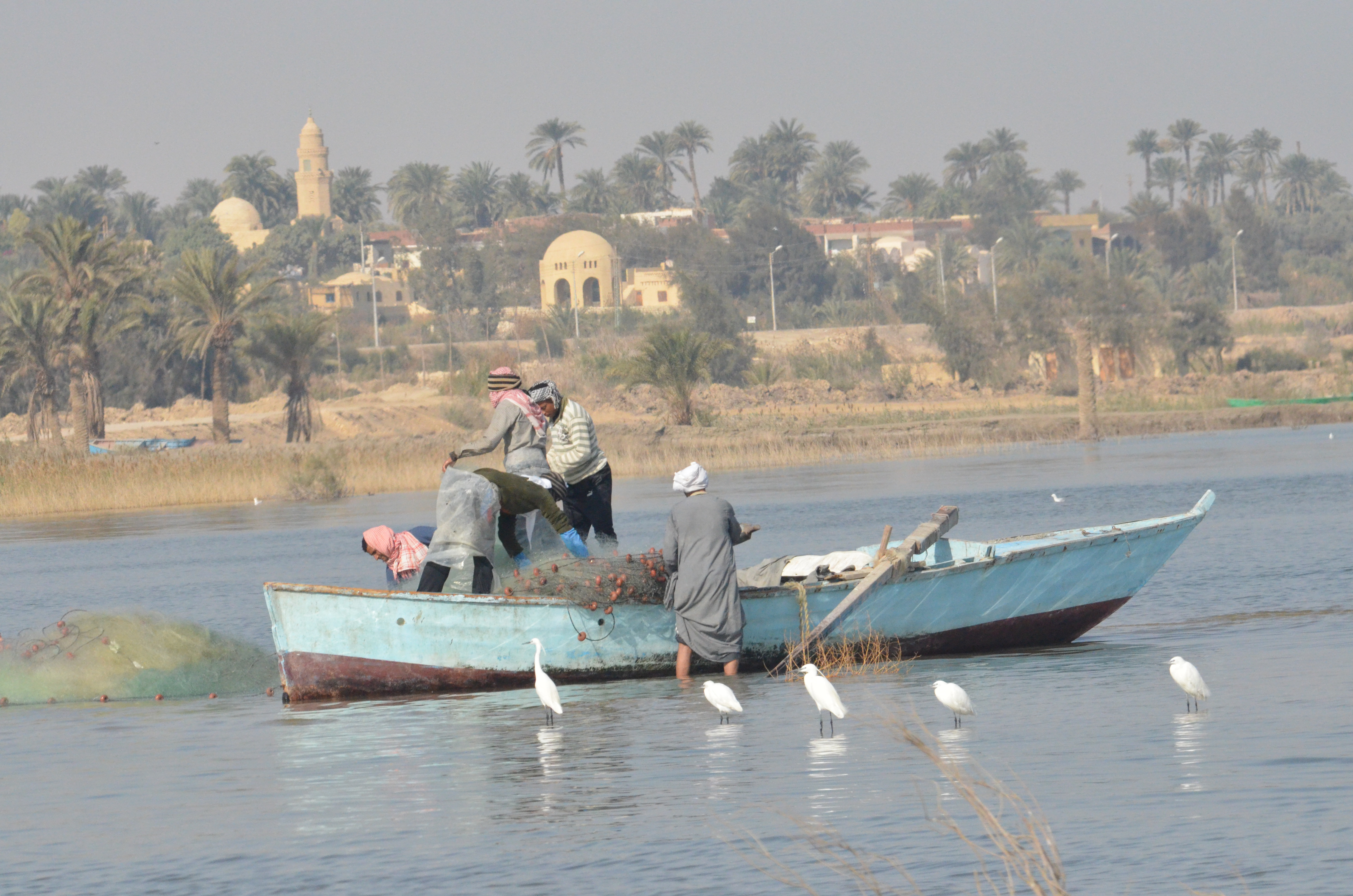
الصيد في القرية

تقع القرية على ضفاف بحيرة قارون وتبعد 60 كيلو مترًا عن مدينة الفيوم، وأكثر من 100 كيلو مترًا عن مدينة القاهرة.تضم القرية 250 منزلًا أنشأها المعماري حسن فتحي. كانت القرية تعاني من الفقر إلى أن جاءت إيفيلين بوريه وهي سويسرية الجنسية أقامت في القرية وحولتها إلى قرية سياحية.

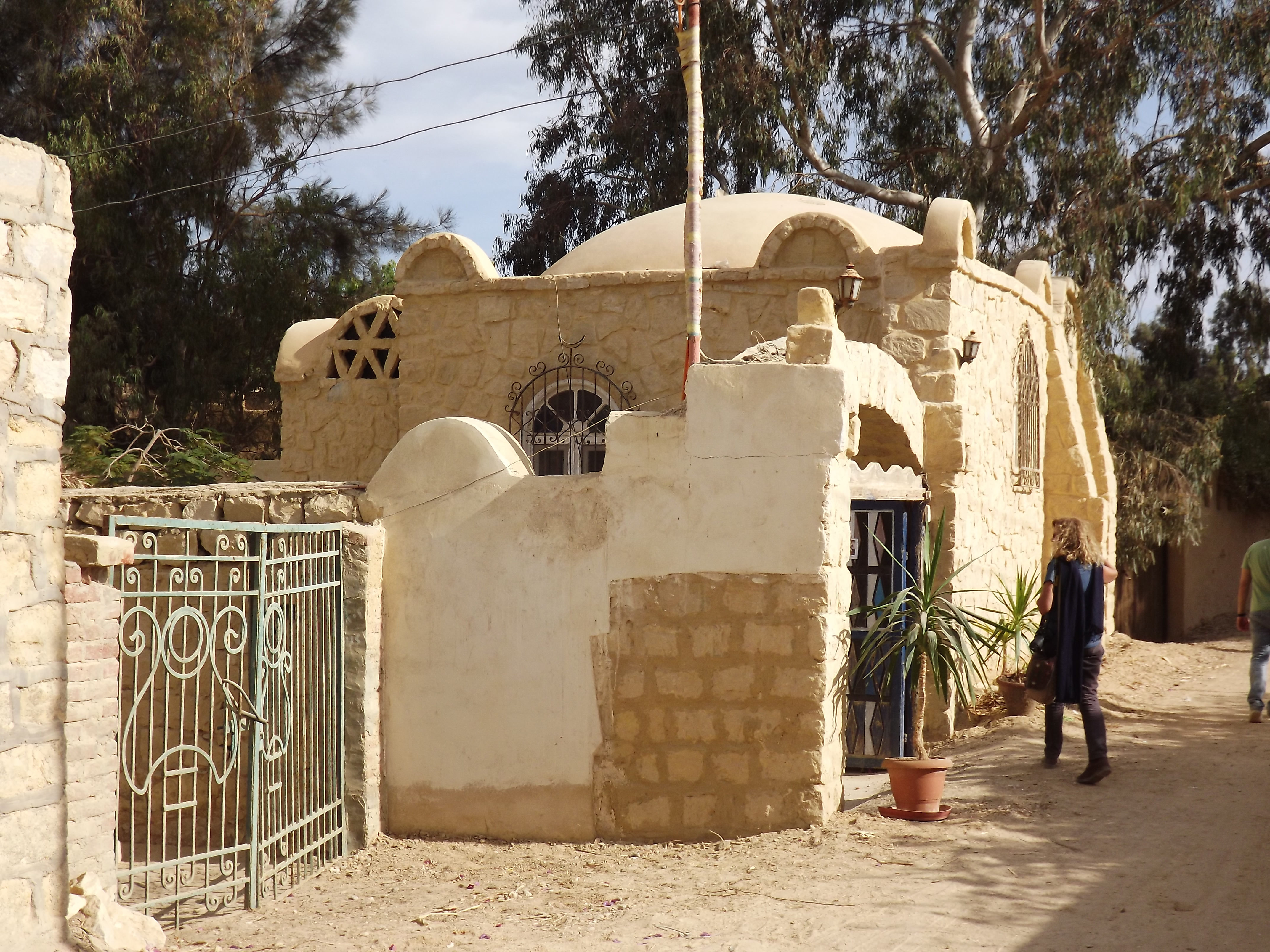
مبنى ريفي

حيث أنه وأثناء زيارتها للقرية شاهدت الأطفال يلعبون بالطين، وينحتون منه أشكال حيوانات فجاءتها فكرة فتح مدرسة لتعليم الصغار، من أبناء وبنات القرية، صناعة الفخار والخزف وبعد فترة تحولت القرية إلى مركز لصناعة الأشغال اليدوية.

## متحف الكاريكاتير

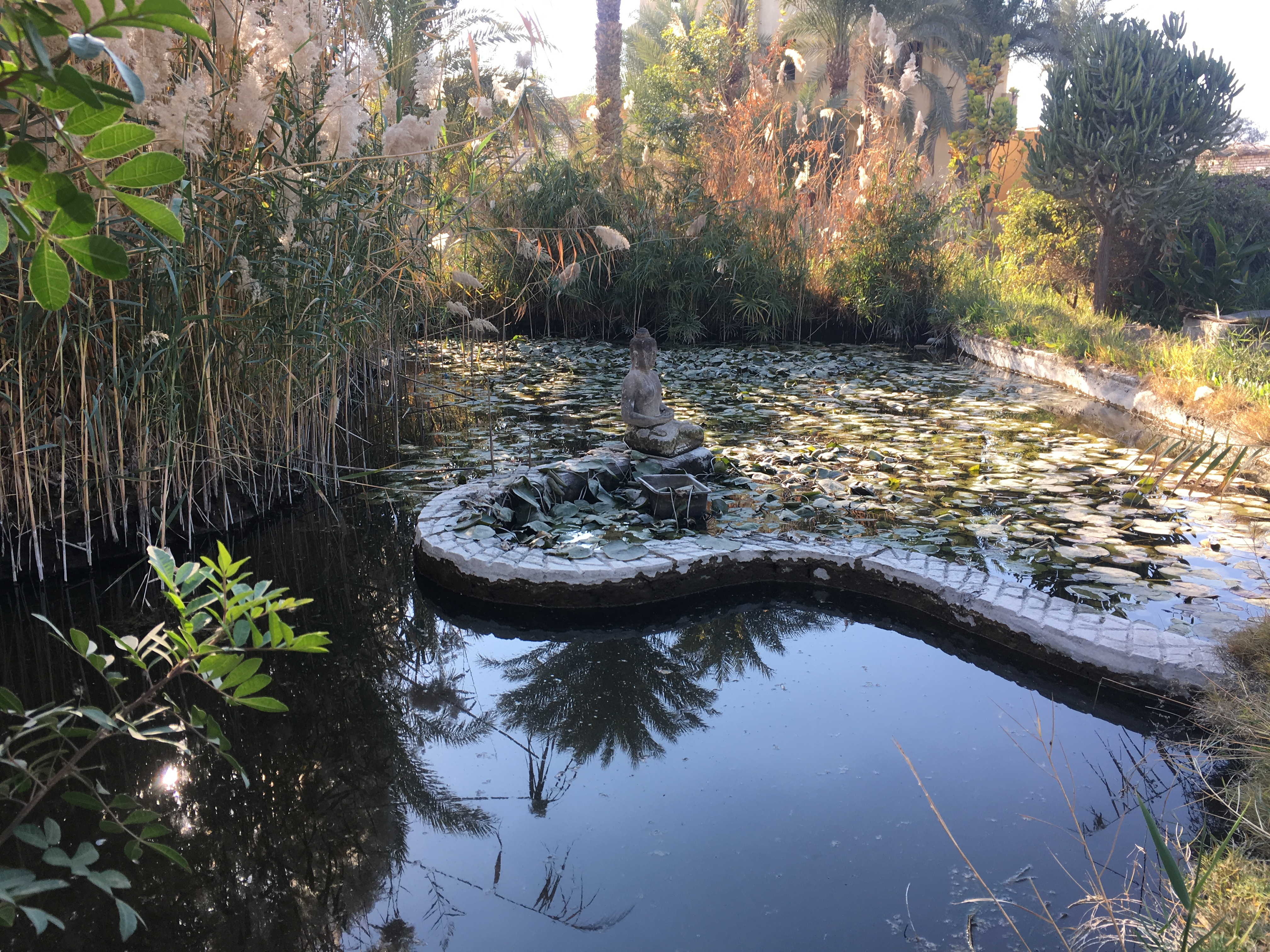
حديقة بالقرية

يقع المتحف على مدخل القرية أسسه محمد عبلة وهو مبني على طريقة بيوت الريف الطينية.يضم المتحف أكثر نحو 500 لوحة كاريكاتيرية من بداية القرن العشرين حتى وقتنا الحاضر من صحف ومجلات، منها روز اليوسف والكشكول، المكوكة، المطرقة وغيرها. حيث تعود أقدم رسومات المجموعة لعام 1927.